# Gillingham Football Club
Gillingham Football Club é um clube de futebol inglês profissional baseado na cidade de Gillingham (Kent). O estádio onde o Gillingham FC joga é o Priestfield Stadium, ou simplesmente Priestfield (foi oficialmente conhecido de 2007 a 2010 como KRBS Priestfield Stadium e de 2011 em diante como MEMS Priestfield Stadium para fins de patrocínio).

## Títulos
Campeonato Inglês da Quarta Divisão: 2
(1963-64, 2012-13)

## Elenco
Atualizado em 16 de Janeiro de 2025

#### Legenda
- Capitão
- Emprestado